# Schoonebeek
Schoonebeek este o localitate în estul Olandei cu 3790 loc. (2004) care aparține de comuna Emmen din provincia Drenthe. Aici se află cel mai important câmp petrolier onshore al Olandei. 

## Date geografice
Schoonebeek este amplasat la est de Coevorden lângă granița cu Germania, în apropiere de localitatea germană Emlichheim.

## Personalități marcante
- Maruschka Detmers